# Der bunte Traum
Der bunte Traum ist ein deutscher Revuefilm von Regisseur Géza von Cziffra aus dem Jahr 1952. Der Titel ist an Cziffras erfolgreichen Film Der weiße Traum aus dem Jahr 1943 angelehnt, es handelt sich aber um kein Remake.

## Handlung
Die Schauspielerin Marina und die Eisläuferin Ditta hoffen auf einen großen Schritt in ihrer Karriere, als Theateragent Brandini sie zu einer Italien-Tournee engagiert. Doch Brandini verschwindet mit der Kasse, und die beiden Mädchen bleiben im idyllischen Taormina zurück. Zum Glück begegnet ihnen der Regieassistent Bobby, der in einem neuen Film Marina als Double für die Hauptdarstellerin und Ditta als Komparsin engagiert. Als Marina gemäß Drehbuch einen Sprung ins Meer ausführt, verschwindet sie jedoch spurlos.
Erst am nächsten Morgen wird sie am Strand gefunden. Sie gibt vor, ihr Gedächtnis verloren zu haben, und die Presse bringt das Bild der scheinbar verunglückten Schauspielerin auf die Titelseiten. Über Nacht wird sie durch ihren Trick ein Star und bekommt ebenso wie ihre Freundin ein Engagement für den nächsten Eisrevuefilm. Mit Bobby und Aufnahmeleiter Benno finden beide zudem ihren Mann fürs Leben.

## Showteil
Die kaleidoskopartig aneinandergereihten Eislaufszenen nehmen etwa ein Viertel des Films ein und werden vorwiegend von dem Eislaufpaar Maxi Baier und Ernst Baier mit ihrem Eisballett sowie den Solisten Frank Sawers, Lydia Veicht und Gudrun Olbricht geprägt. Vico Torriani singt in einem seiner ersten Filmauftritte Santa Fé. Anneliese Rothenberger und Kurt Reimann sind zu hören mit Nimm meine Hände und Bunte Träume, Gerhard Wendland mit Greif’ nicht nach den Sternen. Weitere Interpreten sind das Cornel-Trio, das Sunshine-Quartett und die Schöneberger Sängerknaben, weitere Liedtitel Wolkenbruch und Vis-à-vis, cher ami. Es spielen das FFB-Orchester unter der Leitung von Michael Jary sowie die Kapelle Pierre Blanchard mit Solisten. Jary komponierte auch die Musik, die Liedtexte schrieb Bruno Balz.

## Produktionsnotizen
Der Film wurde vom 7. Oktober 1951 bis zum 17. Januar 1952 gedreht. Als Atelier diente das Ufa-Atelier Berlin-Tempelhof. Die Außenaufnahmen entstanden in Taormina und Umgebung auf Sizilien. Für die Bauten waren Emil Hasler und Walter Kutz zuständig. Die Produktionsleitung besorgte Erich Holder. Die Uraufführung erfolgte am 29. Februar 1952 im Turm-Palast in Frankfurt am Main.

## Kritiken
Für den Filmdienst war Der bunte Traum einer „der zahlreichen, vergeblichen Versuche Cziffras, den großen Erfolg seines hübschen Eisrevuefilms Der weiße Traum (1943) zu wiederholen“.